# Zbigniew Szczepkowski
Zbigniew Szczepkowski (* 4. Mai 1952 in Nowogard; † 4. Februar 2019 in Warschau) war ein polnischer Radrennfahrer und nationaler Meister im Radsport.

## Sportliche Laufbahn
Bei den Olympischen Sommerspielen 1976 in Montreal startete er in der Mannschaftsverfolgung und wurde mit Jan Jankiewicz, Czesław Lang und Krzysztof Sujka Fünfter. Beim Sieg von Bernardo Colex 1979 in der Mexiko-Rundfahrt belegte er den dritten Platz und holte drei Etappensiege. 1981 wurde er Dritter im britischen Milk-Race und gewann die Punktewertung, 1979 hatte er in diesem Rennen die Bergwertung gewonnen. 1982 gewann er die Türkei-Rundfahrt. Szczepkowski siegte bei Tagesabschnitten der Polen-Rundfahrt (wie bereits 1975), im Milk-Race, der Marokko-Rundfahrt, der Niedersachsen-Rundfahrt, der Mexiko-Rundfahrt und bei anderen Etappenrennen.
Er wurde 1980 polnischer Meister im Mannschaftszeitfahren sowie im Kriterium und Dritter im Einzelrennen. 1982 gewann er die Türkei-Rundfahrt vor seinem Landsmann Lechosław Michalak. Bei der Internationalen Friedensfahrt war er 1980 am Start und wurde dort 21. 1982 und 1983 siegte er im Eintagesrennen Puchar Ministra Obrony Narodowej.